# Kenny Dyer
Pour les articles homonymes, voir Dyer.
Kenny Dyer est un footballeur anglais, international montserratien, né le 7 septembre 1964 à Londres. Il était milieu de terrain.

## Biographie
Il évolue notamment sous les couleurs du club chypriote de l'Ethnikos Achna, avant de rejoindre Montserrat, son pays d'adoption. 
Il porte alors la double casquette de joueur-sélectionneur de l'équipe de Montserrat.

## Carrière

### Joueur
- 1987-1988 :  Chatham Town
- 1988-1991 :  Nea Salamina Famagouste
- 1991-1992 :  Dover Athletic
- 1992-1995 :  Ethnikos Achna
- 1995-1996 :  Dagenham & Redbridge
- 1996-1999 :  Ethnikos Achna
- 1999-2000 :  Slough Town
- 2001-2002 :  Hayes FC
- 2002-2003 :  Dover Athletic
- 2003-2004 :  Chatham Town

### Entraîneur
- 2004-2005 :  Haringey Borough
- 2006 : équipe de Montserrat des moins de 21 ans
- 2008 : équipe de Montserrat